# Степашко Володимир Семенович
Володимир Семенович Степашко (нар. 2 січня 1947) — український кібернетик, фахівець з індуктивного моделювання, доктор технічних наук, професор.

## Життєпис
Випускник фізичного факультету Львівського університету 1970 року. Отримав кваліфікацію «радіофізик». Вчився на курсі з Юрієм Рудавським та Іваном Вакарчуком. Закінчив аспірантуру в Інституті кібернетики ім. В. М. Глушкова АН УРСР; науковий керівник — член-кореспондент АН УРСР Олексій Івахненко. У 1976 році здобув науковий ступінь кандидата технічних наук, захистивши дисертацію на тему «Розробка і дослідження методів оптимізації і прогнозування на ковзному інтервалі та їх застосування в задачі управління водогосподарськими системами»; спеціальність «Технічна кібернетика і теорія інформації». У 1994 в Інституті кібернетики імені В. М. Глушкова НАН України захистив докторську дисертацію «Автоматизована структурна ідентифікація прогнозних моделей складних об'єктів», спеціальність «Системний аналіз та автоматичне керування».
З 1997 року — завідувач відділу інформаційних технологій індуктивного моделювання та член вченої ради Міжнародного науково-навчального центру інформаційних технологій та систем НАН України та МОН України.
Головний редактор збірника наукових праць «Індуктивне моделювання складних систем», що видається Міжнародним науково-навчальним центром інформаційних технологій і систем НАН України та МОН України та Інститутом металофізики імені Г. В. Курдюмова НАН України раз на рік українською, російською та англійською мовами, починаючи з 2009.

## Участь в міжнародних конференціях і семінарах
Організатор і учасник регулярних міжнародних конференцій і семінарів з індуктивного моделювання, проведених в Україні і за кордоном. Серед них:
- 12-а Міжнародна конференція з передових комп'ютерних інформаційних технологій (Списька капітула, Словаччина, 9-11 червня 2022 року — член програмного комітету)[6].
- Міжнародний семінар з індуктивного моделювання (IWIM'2021, Львів, Україна, 22-25 вересня 2021 року — голова)[7].
- 16-та міжнародна конференція IEEE з комп'ютерних наук та інформаційних технологій (Львів, Україна, 22-25 вересня 2021 року — член технічного програмного комітету)[8].

## Педагогічна діяльність
Професор кафедри математичних методів системного аналізу Інституту прикладного системного аналізу Національного технічного університету України «Київський політехнічний інститут імені Ігоря Сікорського». Читає лекції з дисципліни «Моделювання складних систем».

## Основні праці
- А. Г. Ивахненко, В. С. Степашко. Помехоустойчивость моделирования. — Киев : Наукова думка, 1985. — 216 с.
- Моделирование и управление состоянием эколого-экономических систем региона: сб. науч. тр / А. Г. Ивахненко, В. С. Степашко. — Киев : НАН Украины, Ин-т кибернетики им. В. М. Глушкова, Междунар. науч.-учеб. центр информац. технологий и систем, 2001. — 126 с. — ISBN 966-02-2148-7.
- В. С. Степашко, С. М. Єфіменко, Є. А. Савченко. Комп'ютерний експеримент в індуктивному моделюванні: [монографія]. — Київ : Наукова думка, 2014. — 221 с. — ISBN 978-966-00-1439-8.
- А. В. Павлов, В. С. Степашко, Н. В. Кондрашова. Эффективные методы самоорганизации моделей: [монографія]. — Київ : Акдемперіодика, 2014. — 221 с. — ISBN 978-966-360-267-7.
- В. С. Степашко, О. С. Булгакова, В. В. Зосімов. Ітераційні алгоритми індуктивного моделювання: [монографія]. — Київ : Наукова думка, 2018. — ISBN 978-966-00-1610-1.
- Natalia Shakhovska, Volodymyr Stepashko. Advances in Intelligent Systems and Computing II: Selected Papers from the International Conference on Computer Science and Information Technologies, CSIT 2017, September 5–8, Lviv, Ukraine // Conference on Computer Science and Information Technologies. — Springer; 1st ed., 2018. — 681 с. — ISBN 978-3319705804.
- V. Stepashko. Developments and prospects of GMDH-based inductive modeling // Conference on Computer Science and Information Technologies. — Springer, Cham, 2017. — С. 474-491.
- Vladimir S. Stepashko. Method of critical variances as analytical tool of theory of inductive modeling // Journal of Automation and Information Sciences. — 2008. — Т. 40, вип. 3.
- В. С. Степашко, Ю. Л. Кочерга. Методы и критерии решения задач структурной идентификации // Автоматика. — 1985. — Вип. 5. — С. 29.
- V. S. Stepashko. A combinatorial algorithm of the group method of data handling with optimal model scanning scheme // Soviet Automatic Control. — 1981. — Т. 14, вип. 3. — С. 24-28.
- В. С. Степашко. Комбинаторный алгоритм МГУА с оптимальной схемой перебора моделей // Автоматика. — 1981. — Вип. 3. — С. 31.
- Volodymyr Stepashko, Oleksandra Bulgakova, Viacheslav Zosimov. Construction and research of the generalized iterative GMDH algorithm with active neurons // Conference on Computer Science and Information Technologies. — Springer, Cham, 2017. — С. 492-510.
- V. S. Stepashko. Asymptotic properties of external criteria for model selection // Soviet Journal of Automation and Information Sciences. — 1988. — Т. 21, вип. 6. — С. 24-32.
- V. S. Stepashko, S. N. Efimenko. Sequential estimation of the parameters of regression model // Cybernetics and Systems Analysis. — 2005. — Т. 41, вип. 4. — С. 631-634.
- А. Г. Ивахненко, В. С. Степашко. Численное исследование помехоустойчивости многокритериальной селекции моделей // Автоматика. — 1982. — Вип. 4. — С. 26.